# صورة العلامة التجارية الشبيهة

"هاكر بالداخل" ، محاكاة ساخرة لشعار إنتل الداخلي

صورة العلامة التجارية الشبيهة (DBI) عبارة عن مجموعة من الصور والقصص المهينة حول علامة تجارية يتم تداولها في الثقافة الشعبية من خلال شبكة منظمة بشكل فضفاض من النشطاء المناهضين للعلامة التجارية والمدونين وقادة الرأي. من المرجح أن يتم نشر مثل هذه الصور عبر وسائل التواصل الاجتماعي والمدونات والمواقع الإلكترونية للناشطين المناهضين للعلامة التجارية مثل Adbusters. غالبًا ما تهدف إلى تسليط الضوء على القضايا الأخلاقية المتعلقة بالمنتج المعلن عنه وهي مرتبطة بشكل عام بافتقار العلامة التجارية إلى الأصالة. الغرض من إنشاء صور العلامة التجارية الشبيهة هو الكشف عن الطبيعة / الآثار الحقيقية للشركة التي تسبب الأذى، حيث يُعتقد أنها تروج لمزاعم غير صحيحة حول منتجاتها.
أصل الكلمة هو الألمانية والتي تعني حرفياً السائر المزدوج، كان هذا مبنيًا على الاعتقاد بأن لدى الناس نفسًا متغيرة تشبههم، ولكنها تشبه الأشباح في الطبيعة، وإذا واجهوا وجهًا لوجه، فستحدث أشياء سيئة.
عادة عندما يدرك العملاء أن العلامة التجارية غير أصيلة، فإنهم يكونون أكثر تحفيزًا لإنشاء صورة العلامة التجارية لشبيه. بشكل عام، يرى العملاء أن العلامة التجارية غير أصيلة لسببين رئيسيين. السبب الأول هو التقليد - عندما يبدأ العملاء في الشعور بأن علامة تجارية معينة تحاول نسخ الأيديولوجية الأساسية لعلامة تجارية أخرى، يفقدون الثقة في تلك العلامة التجارية. الحالة الثانية هي عندما يكون هناك عدم تطابق بين الصورة الحالية للعلامة التجارية والأنشطة الترويجية للعلامة التجارية. حدث هذا في حالة ماكدونالدز عندما حاولوا تصوير أنفسهم على أنهم مشترك في تناول الطعام مع خيارات غذائية صحية.
عادةً ما تكون العلامات التجارية التي تواجه حملات العلامة التجارية الشبيه هي العلامات التجارية الكبيرة والأكثر شهرة، والتي لديها قاعدة عملاء كبيرة ومدى وصول أكبر.
يتم إنشاء معظم صور العلامات التاجرية الشبيهة DBI كشكل من أشكال الاحتجاج الفردي وغالبًا ما توجد على مدونة الفرد أو حساب تويتر أو صفحة فيسبوك. في بعض الأحيان، يتم التقاط هذه الحسابات الفردية بواسطة منفذ وسائط رقمية أكبر، مثل رديت أو بنغ أو بازفود أو حتى قنوات إخبارية تقليدية.

## أمثلة
- عندما قررت شركة بيبسي عام 2009 بتغيير اللوقو، قاموا بدفع مليون دولار لإنشاء لوقو جديد ولكن اللوقو الجديد يشبه اللوقو القديم بشدة، وبالتالي تم نقد اللوقو الجديد في الإنترنت والمدونات بكونه مضيعة للمال ونتج عن ذلك صورة «علامة تجارية شبيهة» حيث تم إضافة قدمين ويدين ورأس لنفس اللوقو واصبح يستخدم للدلالة على أن بيبسي تسبب زيادة الوزن.
- انتقدت حملة "Joe Chemo"، وهي حملة على الإنترنت أنشأتها منظمة تدعى Adbusters، رسالة منتج سجائر كامل، وشددت على الآثار الضارة للتدخين، من خلال تصوير تميمة الإبل للشركة على أنها «جمل يرغب في ألا يدخن أبدًا السجائر».[1] في هذه الصورة المزدوجة، تم استبدال Joe Chemo المريض والاكتئاب والوحدة جو كاميل الواثق والرائع والشعبي. بعد فترة وجيزة من بدء حملة doppelganger، تم سحب Joe Camel من السوق.
- غالبًا ما ينتقد ماكدونالدز بسبب آثار منتجاته الضارة على صحة الإنسان. ولتوضيح تأثيره السلبي، تم إعادة تصميم شعار ماكدونالدز ليصبح "McDiabetes". بالنسبة إلى DBI هذا، هناك علامة تصنيف طويلة المدى على تويتر.[2]
- في عام 2015، أعاد أحد المصممين تفسير شعار بيبسي لتمثيل رجل سمين. كان القصد من التأكيد على العلاقة المباشرة بين استهلاك المشروبات الغازية المحلاة والسمنة.[3]
- بعد أن أطلقت شركة جنرال موتورز همر إتش 2 في منتصف العقد الأول من القرن الحادي والعشرين، بدأت حملة إنترنت فيروسية إبداعية تسمى "FUH2". ركزت هذه الحملة ليس فقط على العلامة التجارية نفسها، ولكن أيضًا على أصحابها الذين تم تصويرهم على أنهم متوحشون يهتمون بالأناقة أكثر من البيئة.
- خلال الحملة الرئاسية لدونالد ترامب لعام 2016، سخر الممثل الكوميدي جون أوليفر من شعار ترامب «اجعل أمريكا عظيمة مرة أخرى» مع محاكاة ساخرة «اجعل دونالد درمبف مرة أخرى»، في إشارة إلى لقب أسلاف ترامب المزعوم.[4]
- يظهر شعار نايكي وشعارها («فقط افعل ذلك») في عدة صور إما تم تغييرها أو تعديلها، وغالبًا ما تُبرز استخدام الشركة لعمالة ورشة العمل الشاقة.[5]
- بعد التسرب النفطي لشركة بريتيش بتروليوم في خليج المكسيك في عام 2010، ولدت العديد من الشعارات الساخرة التي تعكس صورة سلبية من مسابقة رعتها منظمة السلام الأخضر.[6]
- كانت جنوب بات محاولة لتسويق محاكاة ساخرة لعلامة ذا نورث فيس التجارية.[7]
- تعرض حدث الكريكيت الرياضي الرئيسي في الدوري الهندي الممتاز لانتقادات شديدة باعتباره دوري الدمى الهندي، بعد الكشف عن المعلومات في عام 2015 بشأن التلاعب بنتائج المباريات وقضايا سوء الإدارة المرتبطة به. أثر هذا التصوير السلبي للعلامة التجارية على شعبية الأحداث ومصداقية اللاعبين المرتبطين بها. كما تضرر بشدة مجلس مراقبة لعبة الكريكيت في الهند.[8]